# Rozérieulles
Rozérieulles település Franciaországban, Moselle megyében. Lakosainak száma 1330 fő (2022. január 1.). Rozérieulles Châtel-Saint-Germain, Gravelotte, Jussy, Sainte-Ruffine és Vernéville községekkel határos.

## Népesség
A település népessége az elmúlt években az alábbi módon változott:
| Lakosok száma | 923  | 1057 | 916  | 1347 | 1372 | 1372 | 1383 | 1343 | 1322 | 1330 |
|               | 1968 | 1982 | 1990 | 2006 | 2013 | 2015 | 2017 | 2019 | 2020 | 2022 |